# 西渕光昭
西渕 光昭（にしぶち みつあき、1954年2月22日 - 2019年6月24日）は、日本の細菌学者。京都大学名誉教授。

## 人物・経歴
山口県光市生まれ。北九州市八幡区を経て、小学校6年から大阪市阿倍野区に住み、大阪府立生野高等学校を経て、1976年広島大学水畜産学部水産学科卒業。1979年広島大学大学院農学研究科修了、農学修士、オレゴン州立大学微生物学科研究補助員 。1983年オレゴン州立大学大学院微生物学科修了、Ph.D.。
1983年メリーランド大学ワクチン開発センター研究員。1986年大阪大学微生物病研究所助手。1988年京都大学医学部助教授。1993年大阪大学蛋白質研究所助教授併任。1996年京都大学東南アジア研究センター教授。2019年京都大学名誉教授。同年正四位瑞宝中綬章。
専門は病原細菌学で、日米医学協力計画のコレラ専門部会長等も務めた。熱帯医学研究への貢献により、日本熱帯医学会賞を受賞。学術交流や日米タイ共同研究の貢献によりタイ王国プリンス・オブ・ソンクラー大学名誉博士 (Doctor of Science (Microbiology), Honoris Causa) 称号受章。

## 受賞
- N.L. Tarter Research Award 1976年[5]
- The Sea Grant Association National Student Research Award 1981年[5]
- 日本熱帯医学会賞 2011年度[4]
- プリンス・オブ・ソンクラー大学名誉理学博士（微生物学） 2017年[8]
- 英国環境漁業養殖科学センター名誉フェロー 2018年[2]
- 正四位瑞宝中綬章 2019年[6]